# Sjarhej Rumas
Sjarhej Mikalajevitj Rumas (belarusiska: Сярге́й Мікала́евіч Ру́мас, łacinka: Siarhiej Mikałajevič Rumas, ryska: Серге́й Никола́евич Ру́мас, Sergej Nikolajevitj Rumas), född 1 december 1969 i Gomel i Vitryska SSR i Sovjetunionen (nuvarande Homel i Belarus), är en belarusisk politiker och nationalekonom. Han var Belarus premiärminister den 18 augusti 2018–3 juni 2020.